# Dům módy (Praha)
Dům módy je obchodní dům v neofunkcionalistickém stylu v horní části Václavském náměstí, na adresách Václavské náměstí 804/58 a Krakovská 804/26, 110 00 na Novém Městě, Praha 1 postavený na původní parcele domu U Kominíků/U Nigrinů jako sídlo prodeje textilu a látek. Budova vznikla v letech 1954 až 1956 podle návrhu architekta Josefa Hrubého.

## Historie

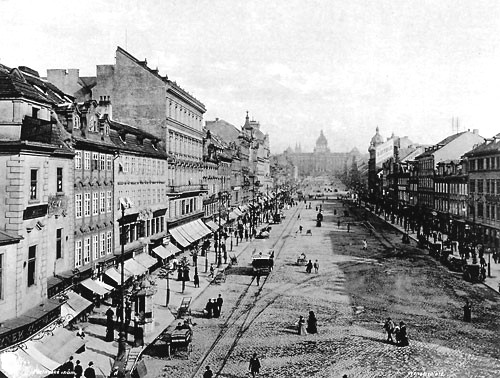
Václavské náměstí v posledních letech 19. století

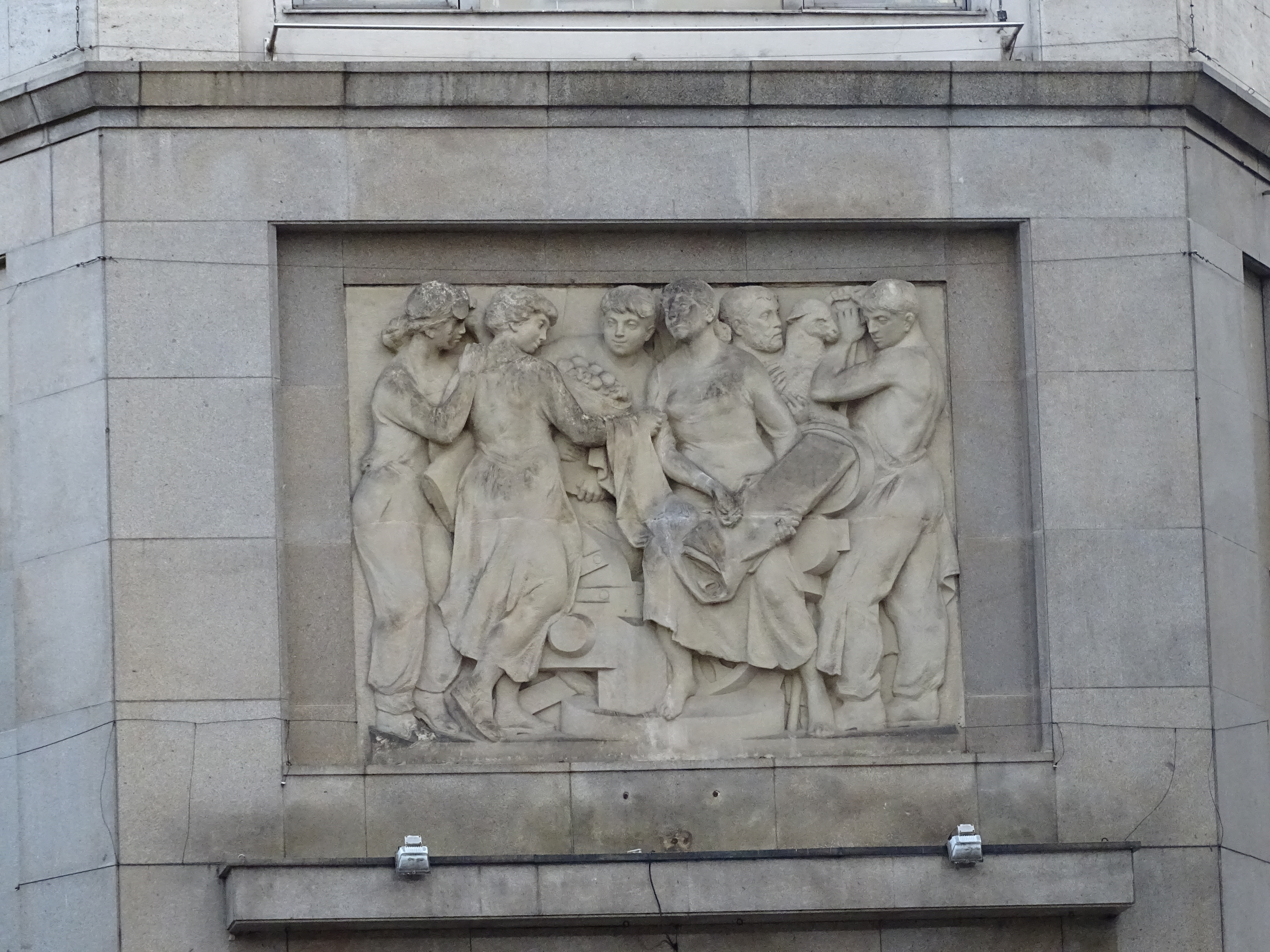
Detail reliéfu nad hlavním vchodem

### Starší stavby
Na parcele původně stál rohový barokní dům U Kominíků, také nazývaný U Nigrinů, s kavárnou v přízemí. Podobných byla tehdy spolu s hostinci a hotely na Václavském náměstí celá řada. Budova byla roku 1913 zbořena a na jejím místě vyrostl roku 1914 několikapatrový bytový a kancelářský secesní dům. Kavárnu přemístěnou do prvního patra navštěvoval se svými přáteli také T. G. Masaryk.
V přízemí domu sídlil posléze proslulý obchod s látkami a galanterie Prokop a Čáp. Spolu s módními krejčovstvími Hany Podolské a Arnoštky Roubíčkové v nedalekém luxusním obchodním paláci Koruna, krejčovstvím Oldřicha Rosenbauma, Vendelína Mottla v nedalekém Mottlově domě u Jungmannova náměstí či salónem J. Novák v obchodním domě U Nováků ve Vodičkově ulici dotvářela prodejna kolorit Václavského náměstí jakožto hlavního módního centra hlavního města ČSR.
Budova č. 58 byl byla vybombardována v rámci německého náletu ve dnech Pražského povstání. Respektive z původní pozdně secesní budovy zbylo jen torzo. Zachován byl vstup a část objektu směrem do Václavského náměstí, ale skoro celá fasáda do Krakovské ulic byla stržena. Interiér se proměnil v hromadu suti. Po únorovém převratu roku 1948 byla parcela znárodněna.

### Dům módy
Začátkem 50. let bylo rozhodnuto o výstavbě moderního módního obchodního domu, který by mj. byl estetickou protiváhou starších honosných obchodních domů a pasáží z Rakouska-Uherska a první republiky. Stavba vznikla v letech 1954 až 1956 podle návrhu architekta Josefa Hrubého v neofunkcionalistickém slohu. Velký prostor byl věnován především proskleným výkladům ve všech patrech budovy, s výjimkou posledního, podkrovního. Autorem reliéfu nad centrálním vchodem je sochař Vladimír Janoušek.
Slavnostně otevřen byl dům za hojné účasti veřejnosti 8. července 1956, od té doby platil za jeden z nejluxusnějších v tehdejším komunistickém Československu. Byly zde také zaměstnány první profesionální modelky v zemi, první módní přehlídky pak byly organizovány v blízkém hotelu Jalta pod hlavičkou n. p. ÚBOK (Ústav bytové a oděvní kultury). Pracovala zde mj. jedna z později nejslavnějších modelek východního bloku Marta Pospíchalová-Kaňovská či posléze proslulá filmová režisérka Věra Chytilová.

### Po roce 1989
Po sametové revoluci v roce 1989 prošla budova č.p. 835 restitučním řízením. Nadále je její největší část využívána jako prostor pro prodej oděvů a konfekce (2021).

## Popis
Dům s přízemím a šesti nadzemními patry je vystavěn v neofunkcionalistickém stylu. V rohové ose stavby se nachází centrální portál, navazující na linii prosklených výkladů; plastika na něm nese motiv v duchu socialistického realismu. Fasáda je osazena kamennými deskami. Na střeše a postranním štítu budovy jsou rozměrné světelné nápisy Dům módy.
Budova je od 13. prosince 1992 památkově chráněna.